# Sindel
Sindel es un personaje ficticio de la serie de videojuegos de lucha Mortal Kombat. Hizo su debut en Mortal Kombat 3 como la madre de la princesa Kitana y la esposa del malvado emperador Shao Kahn. Sindel en la línea original es un personaje secundario, teniendo su rol más importante en su juego debut, en general tuvo pocas apariciones jugables a diferencia de otros personajes. Esto cambió en la nueva línea, donde juega un papel principal en la historia de la serie tanto en el reinicio de 2011 y Aftermath.

## Apariciones

### En videojuegos
La historia de Sindel comienza 10 000 años atrás, cuando el emperador Shao Kahn invadió su reino y lo anexó al suyo, el Outworld (Mundo exterior en español). Tuvo que soportar ver cómo su esposo, el rey Jerrod, era asesinado por el mismo Kahn, ella tomada por Kahn como esposa; cómo su gente era esclavizada, y cómo su hija, la princesa Kitana era adoptada por el villano como hija. Esto fue demasiado para ella, como mujer, esposa, madre y reina, así que tiempo después decidió quitarse la vida. Sin embargo, este no sería el fin de la reina.
A través del poder del Dios caído Shinnok, Kahn la trajo de nuevo a la vida, pero no en el Outworld. Su resurrección tuvo lugar en la Tierra. Esto permitiría a Kahn pasar por las fronteras que separan a ambos reinos y así poder reclamar la Tierra como suya, forzando una fusión entre la Tierra y el Outworld. Sindel revivió con  lavado de cerebro, sin ningún conocimiento sobre su vida pasada y con una lealtad total hacia Kahn. Pero los guereros de la Tierra vencieron a Kahn, y Sindel recuperó su memoria gracias a su hija Kitana. Con la derrota de Kahn, también tuvo éxito la separación del Outworld de Edenia. Sindel subió a ocupar el trono que le pertenecía y juró no sólo reconstruir su reino, sino acabar con Shao Kahn para siempre por sus constantes crímenes. Estos planes tuvieron que esperar. La hija de uno de los embajadores de Edenia, Tanya, permitió que las fuerzas del Netherealm controladas por el Dios Mayor caído Shinnok invadieran el palacio. Aunque Kitana escapó, Sindel fue capturada y encerrada en su propia mazmorra hasta que las fuerzas de Shinnok fueron derrotadas. Enfurecida por estos hechos, Sindel mandó a Kitana a formar un ejército con ayuda de la raza Shokan y conducirlos hacia una batalla contra el debilitado Shao Kahn mientras ella seguía intentando restaurar la belleza natural a Edenia.
Desafortunadamente para ella, Edenia fue nuevamente invadida, pero esta vez por el rey Dragón Onaga, matando a Kitana y sus aliados de la Tierra, y resucitándolos luego bajo su control. Es otra vez confinada a permanecer encerrada en su propio palacio, esta vez, vigilada por su propia hija Kitana (un plan astuto, si tenemos en cuenta que Sindel jamás lucharía contra su hija, contra su propia sangre y carne, aún a costa de su libertad). Sin embargo, fue liberada por Jade, la mejor amiga y guardaespaldas de Kitana. Ahora, ella rastrea Edenia con la idea de localizar a Onaga y así buscar una manera de liberar a Kitana del poder del Rey Dragón. Sindel lo consigue con ayuda de Shujinko, a quien nombra Caballero de Edenia. Por desgracia, su reino ha sido de nuevo tomado por Kahn, gracias a la traidora Mileena.
Sindel huyó con Jade a una región oculta del Outworld luego de la batalla contra Onaga. Sabía del regreso de Shao Kahn y de su alianza con las fuerzas de la oscuridad, Onaga incluido. También se enteró de que el ejército edeniano estaba bajo el control de Mileena, haciéndose pasar por Kitana y que esta le entregó el mando a Shao Kahn. La última opción que le quedaba era derrotar a Blaze para tener el poder suficiente como para enfrentarse a las fuerzas de la oscuridad.
En el reinicio del 2011, la historia de Sindel sigue la de la línea de tiempo original, aunque es resucitada por Quan Chi en lugar de Shao Kahn. Después de recibir los poderes de Shang Tsung, Sindel asesina a la mayoría de los guerreros de la Tierra, Jade y Kitana antes de que Nightwolf se sacrificara, matando a los dos en el proceso. Después de esto, Sindel fue resucitada por Quan Chi como una de sus 'renacidas'. En Mortal Kombat X, la Sindel renacida regresó como un personaje no jugable, sirviendo como una de las guerreras de Quan Chi y Shinnok en el Netherrealm. Ella tomaría parte en varias batallas solo para ser derrotada. Sindel regresó como personaje jugable en Mortal Kombat 11, el juego alteró drásticamente su historia (retcon). En esta línea temporal, Sindel revela que su historia de los juegos pasados es una mentira que ella contó para apaciguar a su pueblo. Cuando Shao Kahn invadió Edenia, ella personalmente asesinó a Jerrod por la debilidad que ella percibía en él, y voluntariamente se convirtió en la esposa de Shao para ganar más poder. Creyendo que estaba distrayendo a Shao Kahn, Quan Chi mató a Sindel e hizo que pareciera un suicidio antes de usar su alma para evitar temporalmente que Shao Kahn invadiera la Tierra. 
En Aftermath a pesar se seguir siendo una renacida, Fujin, Shang Tsung, Nightwolf y Sheeva capturan su cuerpo y lo llevan a la "Cámara de almas" para resucitarla, pues necesitaban de su ayuda para recuperar la corona de Kronika. Sindel estuvo de acuerdo y les ayudó mientras reconsolidaba en secreto su poder junto a Shang Tsung y Shao Kahn antes de traicionar a las fuerzas de la Tierra y Kitana. Sin embargo, después de ayudar a Shang Tsung a romper la fortaleza de Kronika, el hechicero la traicionó al igual que Shao Kahn; absorbiendo sus almas en represalia por haberse negado a servirle.

### Otros medios y mercancía
En el cómic de 1995  Sister Act  de Kitana y Mileena, publicado por Malibu Comics, tiene una pequeña antes de que Kahn tomara el control de Edenia, donde su cabello es negro en contraste a su versión de los videojuegos donde es color plata. Su destino después de la invasión fue ignorado,  solo se mostró la muerte de Jerrod a manos de Kahn y Shang Tsung. Tuvo otra pequeña aparición en el cómic edición especial que fue incluido como regalo en el lanzamiento para consolas de Mortal Kombat 4 en 1998. En la historia del cómic, Quan Chi se abre paso en Edenia haciéndose pasar por una refugiado, este le obsequia a Sindel un misterioso orbe que abre un portal a través del cual Shinnok y los habitantes del Netherealm (incluyendo a Reiko y Scorpion) emergen y atacan su reino.
En el filme de 1997 Mortal Kombat: Annihilation, Sindel tuvo un rol secundario y fue interpretada por la actriz Musetta Vander. Su historia se mantuvo intacta y en subtramas exclusivas de la película, es nombrada la nueva general de los escuadrones de exterminio de Shao Kahn tras la muerte de Rain, trabajó con Jade en una misión sin éxito donde intentaron atraer a los habitantes de la Tierra a una emboscada en el Outworld, resultando en la ejecución de Jade. Sindel usa todos sus movimientos especiales de MK3 en la película. En la batalla final en el clímax de la película, Sindel es derrotada por Kitana, quien elige perdonarle la vida. Después de la muerte de Kahn, Sindel vuelve a la vida al romperse la maldición. El equipo de filmación no pudo decidir si la Sindel "buena" debía usar otro traje o no. En la novela de la película de Jerome Preisler, Sindel le otorga el reino de Edenia a Liu Kang como recompensa tras derrotar a Kahn, pero éste se niega respetuosamente.
Sindel fue uno de los personajes en el espectáculo teatral de 1996 "Mortal Kombat: Live Tour", en el que fue interpretada por la artemarcialista Eileen Weisinger. Aunque Sindel nunca fue vista ni mencionada por su nombre en la serie de televisión de 1998 Mortal Kombat: Konquest, su biografía canónica fue reconocida cuando Kitana declaró que su madre se había suicidado después de la ejecución de su padre, el Rey Jerrod, en lugar de estar subordinado a Kahn
Su trasfondo histórico en el momento de la invasión de Edenia, fue recreado nuevamente en el cuarto episodio de la primera temporada de 2011 de la serie web Mortal Kombat: Legacy, siendo interpretada por la actriz Beatrice King,  quien había audicionado originalmente para Mileena antes de ser elegida para el papel de Sindel, ya que estaba familiarizada con el personaje gracias a los.videojuegos. El personaje ha tenido muy poca mercancía oficial, fue una de los veinte personajes de Mortal Kombat elegidos para aparecer en los imanes coleccionables de Ata-Boy Wholesale en 2011, Syco Collectibles lazo una estatuilla del personaje en 2012.

## Diseño y jugabilidad

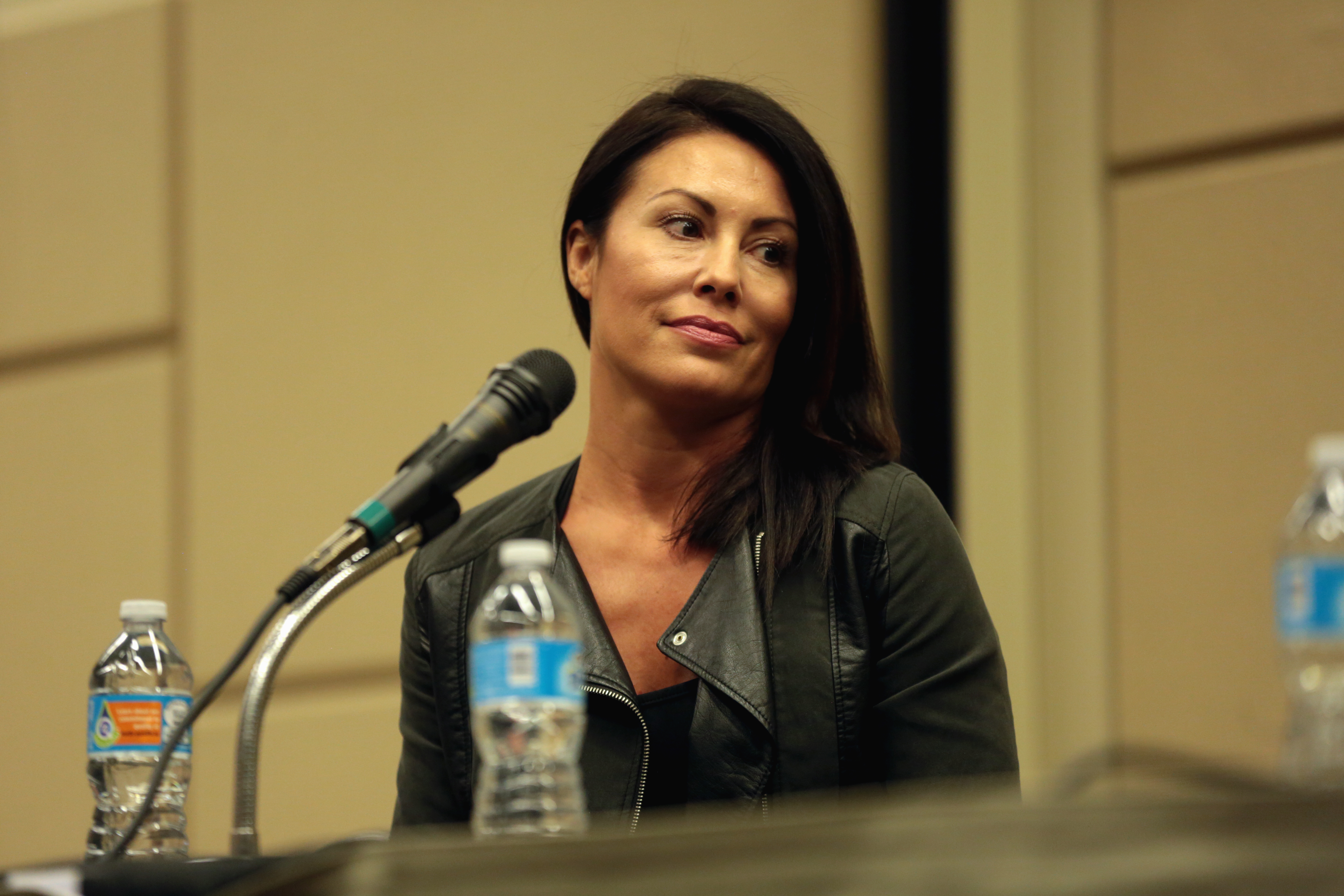
Lia Montelongo en 2017.

Durante la producción de Mortal Kombat 3, Sindel fue apodada por los desarrolladores como  "The Bride" y "Muchacha" antes de que su nombre fuese elegido; John Tobias la describió como "uno de los personajes más geniales." Sindel fue encarnada por Lia Montelongo (al igual que Sareena y Tanya), en ese momento Lia tenía 19 años. El proceso de aplicar su maquillaje y peluca tomaba alrededor de tres horas, mientras que su disfraz era rojo como los de los otros personajes, pero digitalmente teñido de púrpura para el videojuego. Montelongo filmó sus escenas en una sola sesión de catorce horas,  en una entrevista de 2001 con el sitio de admiradores "Dave's Mortal Kombat", reveló que después del lanzamiento de MK3, visitaba salas de juegos solo para ver a la gente jugar como Sindel. La frase de Sindel "that was fun" de su Friendship en MK3 fue utilizada en el filme de 1997 y en MK 11.
En las primeras entregas, Sindel tiene los ojos completamente blancos, una cabellera canosa extremadamente larga peinada hacia atrás con una franja color negro por el medio. En sus trajes suele predominar el color morado acompañandolo con botas altas de tacón y tops escotados. En MK11 el color de su iris es gris, siendo la primera vez que es retratada como tal, además de que sus trajes ahora están enfocados en su 'privilegio' de emperatriz. Sindel es el primer personaje de la serie Mortal Kombat que utilizó la levitación para el combate, esta habilidad además de servir como su pose de victoria, puede utilizarla para evadir ataques enemigos y hacer daño de forma simultánea. Otra de sus habilidades características es el uso de sus gritos ultrasónicos. La fuerza y sus propiedades parecen diferir en potencia, esto va desde explosiones sónicas, ondas sonicas feroces que puede explotar completamente los cuerpos de los oponentes o hasta cierto punto solo los paralizan. En el reinicio de 2011, Sindel lucía una apariencia similar pero actualizada de  MK3 . No usó su cabello como arma en Deception ni Armageddon siendo reemplazado por sus habilidades con el Kwan Dao (arma que no volvería a utilizar hasta MK11), las habilidades con su cabello volvieron para el reboot del 2011, donde lo utiliza para ataques básicos como para movimientos especiales. Prima Games describió  a Sindel como un personaje bien equilibrado con una ligera ventaja sobre los otros peleadores, mientras que su "gran variedad de ataques bajos y multitud de proyectiles y malabares la llevan a la cima de la cadena alimenticia cuando se trata del mundo competitivo de Mortal Kombat".
En su regreso para Mortal Kombat 11, Sindel adquirió nuevos movimientos como el uso de una banshee, que le permite teletransportarse cuando golpea al rival, el uso de sus gritos ultrasonicos para levitar por breves periodos de tiempo y nuevas habilidades aéreas.

## Recepción
UGO.com clasificó a Sindel en el lugar número 27 en su clasificación de los mejores cincuenta personajes de Mortal Kombat , y se ubicó en el puesto 29 en el ranking de Den Den Geek de los 73 personajes jugables de la serie, principalmente por su masacre de los Earthrealmers (Terrícolas) en el Modo historia de MK9 . "Sindel da un respetable salto de categoría porque, santa mierda, esa escena", que el sitio describió más adelante como "todo John Cena en una gran parte del elenco". Jon Hamlin de The Game Scouts ocupó el séptimo lugar en su selección de 2013 de los personajes de la serie principal. "A pesar de no poder jugarse en muchos de los Mortal Kombat, Sindel ha desempeñado un papel importante en el universo Mortal Kombat. " En 2011, AlteredGamer clasificó a Sindel como séptimo mejor en su selección de los diez mejores personajes de la serie." La Reina de Edenia simboliza la naturaleza etérea y su magia aérea puede ser bastante devastadora si se usa de la manera correcta ". En la clasificación de 2012 de la Gameological Society de los videojuegos" top quince "figuras madre autoritarias", ella colocó duodécima. "Dicen que ningún padre es más difícil de complacer que el que le ha lavado el cerebro a la lealtad de un cruel dios-emperador ". Sindel fue clasificado entre Topless Robot's "8 personajes de Mortal Kombat que son tontos incluso para los estándares de Mortal Kombat" en 2011, colocando tercero. "Ella flota alrededor de varios pies en el aire sin ninguna razón (un movimiento que hace poco pero te hace vulnerable) con ojos que son totalmente anormalmente blancos, y sus gritos arrancan la carne del cuerpo de una persona".
Sus movimientos finales han sido bastante bien recibidos. GamePro incluyó su "Killer Hair" de Mortal Kombat 3 entre sus 12 principales Fatalities "lamest", y ScrewAttack la calificó como "Swan Dive" Hara-Kiri de Mortal Kombat: Deception octava en su selección 2011 de las diez peores series finalistas , pero en 2010, Game Informer listó su "Scream" de MK3 como una de las mejores muertes de la serie, aunque describieron a la propia Sindel como "campy". Prima Games clasificó su Fatalidad "Migraña" en el reinicio de 2011, en el que grita directamente al oído de su oponente y hace que su cabeza explote, 20.º en su lista de 2014 de las principales cincuenta muertes de la serie. "Esperemos que ella no tenga interés en las clases de canto". Complejo la clasificó como la tercera mejor muerte de todos los tiempos en 2013, mientras la llamaba "la zombie más sexy que jamás haya pisado la Tierra".
Sin embargo, Sindel se ganó la infamia por su aparición en Mortal Kombat: Annihilation , específicamente por su primera línea hablada de diálogo al comienzo de la película durante la invasión de Shao Kahn a la Tierra, cuando dice: Lástima que ... va a morir en respuesta al shock de Kitana ante su inesperada resurrección (Madre ... estás viva). Filmsite.org lo incluyó en su selección de las peores citas cinematográficas, mientras que Shaun Munro de WhatCulture lo clasificó quinto en su lista de 2013 de los "10 momentos serios de la película que son involuntariamente hilarantes" y lo llamó "una combinación de escritura horrible". y una actuación terrible ... he visto menos jamón en un matadero ".Las diez "mejores líneas involuntariamente hilarantes" de io9 de las películas de ciencia ficción y fantasía, y entre las "7 lecturas de peor pez de todos los tiempos" por Funny or Die 's Cory Matthews. Sean " Seanbaby " Reiley lo consideró la peor línea de la película: "¿Hubo algún tipo de concurso ... donde recolectar suficientes puntos de refrigerio de Nabisco te permiten escribir un diálogo para un largometraje?".
En 2019 la controversia volvería al personaje después de su mala recepción por el retcon que el personaje sufrió para Mortal Kombat 11. Este transformó su historia pasada en una mentira dicha por ella misma con el objetivo de unir a todos los reinos para su beneficio, teniendo bajo manipulación a los edenianos y otras razas del Outworld. A diferencia de la línea original donde Sindel se ve obligada a casarse con Shao Kahn para salvaguardar a su pueblo e hija, posteriormente el mismo motivo la llevaría a suicidarse para evitar que Shao conquistara los reinos; En esta nueva historia solo se ama a ella misma y pasa por quien sea para lograr su objetivo. El disgusto provino principalmente de los fanáticos de la saga, quienes exigieron el regreso de la "vieja Sindel" puesto que veían innecesario el cambiar su historia de origen. Los desarrolladores en su defensa alegaron que no habían cambiado su historia, sino que revelaron  su "verdadero yo".